# Presidenti della Camera dei consiglieri (Giappone)

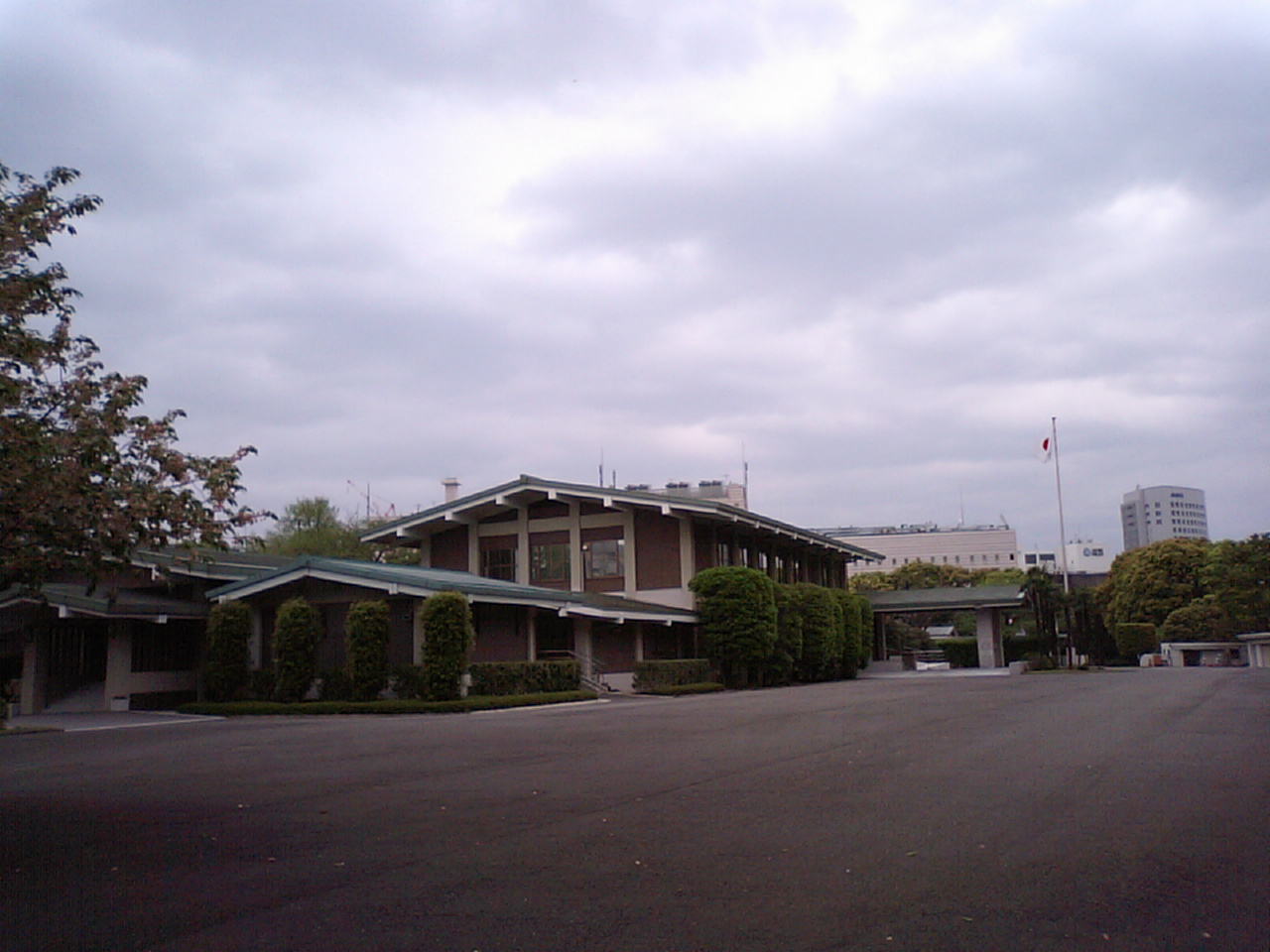
La residenza del Presidente della Camera dei Consiglieri (Sangiin gichō kōtei) a Nagatachō, Quartiere Chiyoda, Tokyo è utilizzata principalmente per le occasioni ufficiali, come ad esempio la ricezione di ospiti di stato. La residenza del vice presidente si trova ad Azabu-Nagasakachō nel quartiere di Minato.

Questa è la lista dei presidenti della Camera dei consiglieri del Giappone.

## Presidenti
| Vicepresidente | Vicepresidente | Vicepresidente     | Partito    | Mandato           | Mandato           |
| Vicepresidente | Vicepresidente | Vicepresidente     | Partito    | Inizio            | Fine              |
| -------------- | -------------- | ------------------ | ---------- | ----------------- | ----------------- |
| 1              |                | Tsuneo Matsudaira  | Ryokufūkai | 20 maggio 1947    | 14 novembre 1949  |
| 2              |                | Naotake Satō       | Ryokufūkai | 15 novembre 1949  | 19 maggio 1953    |
| 3              |                | Yahachi Kawai      | Ryokufūkai | 19 maggio 1953    | 3 aprile 1956     |
| 4              |                | Tsuruhei Matsuno   | Ryokufūkai | 3 aprile 1956     | 6 agosto 1962     |
| 5              |                | Yūzō Shigemune     | PLD        | 6 agosto 1962     | 17 luglio 1971    |
| 6              |                | Kenzō Kōno         | PLD        | 17 luglio 1971    | 3 luglio 1977     |
| 7              |                | Ken Yasui          | PLD        | 28 luglio 1977    | 7 luglio 1980     |
| 8              |                | Masatoshi Tokunaga | PLD        | 17 luglio 1980    | 9 luglio 1983     |
| 9              |                | Mutsuo Kimura      | PLD        | 18 luglio 1983    | 22 luglio 1986    |
| 10             |                | Masaaki Fujita     | PLD        | 22 luglio 1986    | 30 settembre 1988 |
| 11             |                | Yoshihiro Tsuchiya | PLD        | 30 settembre 1988 | 4 ottobre 1991    |
| 12             |                | Yūji Osada         | PLD        | 4 ottobre 1991    | 9 luglio 1992     |
| 13             |                | Bunbē Hara         | PLD        | 7 agosto 1992     | 22 luglio 1995    |
| 14             |                | Jūrō Saitō         | PLD        | 4 agosto 1995     | 19 ottobre 2000   |
| 15             |                | Yutaka Inoue       | PLD        | 19 ottobre 2000   | 22 aprile 2002    |
| 16             |                | Hiroyuki Kurata    | PLD        | 22 aprile 2002    | 30 luglio 2004    |
| 17             |                | Chikage Ōgi        | PLD        | 30 luglio 2004    | 28 luglio 2007    |
| 18             |                | Satsuki Eda        | DPJ        | 28 luglio 2007    | 25 luglio 2010    |
| 19             |                | Takeo Nishioka     | DPJ        | 30 luglio 2010    | 5 novembre 2011   |
| 20             |                | Kenji Hirata       | DPJ        | 14 novembre 2011  | 28 luglio 2013    |
| 21             |                | Masaaki Yamazaki   | PLD        | 2 agosto 2013     | 25 luglio 2016    |
| 22             |                | Chūichi Date       | PLD        | 1º agosto 2016    | 28 luglio 2019    |
| 23             |                | Akiko Santō        | PLD        | 1º agosto 2019    | 3 agosto 2022     |
| 24             |                | Hidehisa Otsuji    | PLD        | 3 agosto 2022     | 11 novembre 2024  |
| 25             |                | Masakazu Sekiguchi | PLD        | 11 novembre 2024  | in carica         |

## Vicepresidenti
| Vicepresidente | Vicepresidente | Vicepresidente     | Partito | Mandato          | Mandato          |
| Vicepresidente | Vicepresidente | Vicepresidente     | Partito | Inizio           | Fine             |
| -------------- | -------------- | ------------------ | ------- | ---------------- | ---------------- |
| 1              |                | Jiichirō Matsumoto | JSP     | 20 maggio 1947   | 25 febbraio 1949 |
| 2              |                | Kisaku Matsushima  | PLD     | 26 marzo 1949    | 2 maggio 1950    |
| 3              |                | Jirō Miki          | JSP     | 12 luglio 1950   | 2 maggio 1953    |
| 4              |                | Yūzō Shigemune     | LP      | 19 maggio 1953   | 9 maggio 1956    |
| 5              |                | Yutaka Terao       | PLD     | 9 maggio 1956    | 12 giugno 1958   |
| 6              |                | Tarō Hirai         | PLD     | 16 giugno 1958   | 7 luglio 1962    |
| 7              |                | Yōtoku Shigemasa   | PLD     | 6 agosto 1962    | 1 giugno 1965    |
| 8              |                | Kenzō Kōno         | LDP     | 30 luglio 1965   | 3 agosto 1968    |
| 9              |                | Ken Yasui          | PLD     | 3 agosto 1968    | 17 luglio 1971   |
| 10             |                | Yasoichi Mori      | PLD     | 17 luglio 1971   | 7 luglio 1974    |
| 11             |                | Kazuo Maeda        | PLD     | 27 luglio 1974   | 28 luglio 1977   |
| 12             |                | Kan Kase           | JSP     | 28 luglio 1977   | 30 agosto 1979   |
| 13             |                | Chōzō Akiyama      | JSP     | 30 agosto 1979   | 9 luglio 1983    |
| 14             |                | Noboru Agune       | JSP     | 18 luglio 1983   | 7 luglio 1986    |
| 15             |                | Hideyuki Seya      | JSP     | 22 luglio 1986   | 7 agosto 1989    |
| 16             |                | Akira Ono          | JSP     | 7 agosto 1989    | 19 aprile 1990   |
| 17             |                | Ippei Koyama       | JSP     | 25 aprile 1990   | 7 luglio 1992    |
| 18             |                | Misao Akagiri      | JSP     | 7 agosto 1992    | 4 agosto 1995    |
| 19             |                | Kanpei Matsuo      | NFP     | 4 agosto 1995    | 25 luglio 1998   |
| 20             |                | Hisamitsu Sugano   | DPJ     | 30 luglio 1998   | 22 luglio 2001   |
| 21             |                | Shōji Motooka      | DPJ     | 7 agosto 2001    | 25 luglio 2004   |
| 22             |                | Giichi Tsunoda     | DPJ     | 30 luglio 2004   | 30 gennaio 2007  |
| 23             |                | Akira Imaizumi     | DPJ     | 30 gennaio 2007  | 28 luglio 2007   |
| 24             |                | Akiko Santō        | PLD     | 7 agosto 2007    | 30 luglio 2010   |
| 25             |                | Hidehisa Otsuji    | PLD     | 30 luglio 2010   | 26 dicembre 2012 |
| 26             |                | Masaaki Yamazaki   | PLD     | 26 dicembre 2012 | 2 agosto 2013    |
| 27             |                | Azuma Koshiishi    | DPJ     | 2 agosto 2013    | 25 luglio 2016   |
| 28             |                | Akira Gunji        | DPJ     | 1º agosto 2016   | 1º agosto 2019   |
| 29             |                | Toshio Ogawa       | CDP     | 1º agosto 2019   | 3 agosto 2022    |
| 30             |                | Hiroyuki Nagahama  | CDP     | 3 agosto 2022    | in carica        |